# Akerkiter
Az Akerkiter az Üzenet a jövőből – A Mézga család különös kalandjai című magyar rajzfilmsorozat kilencedik része, a sorozat epizódjaként a Mézga család kilencedik része.

## Cselekmény
A Mézga családban Géza szerint soha nem az történik, amit ő akar. Paula megjegyzi, férje szivarozására célozva, hogy még saját magának sem tud parancsolni. Erre Géza dacból kettőt kezd el szívni egyszerre, válaszul Paula is rágyújt, sőt Krisztának is ad egyet. Géza kénytelen elnyomni a szivarját, hogy a többiek is abbahagyják a dohányzást.
Ezek után bemegy Aladárhoz, aki éppen apja fényképnagyító lupéját készül átalakítani csillagászati célra. Géza keze pofonra lendül, de a rádiót találja el, így véletlenül létrejön a kapcsolat MZ/X-szel. A távoli rokon akaraterő-kitermelőt, azaz „akerkiter”-t javasol elődjének akarata érvényesítése érdekében. Hogy készüléke hatásosságát bizonyítsa, a távolból nyomban fejreállítja köbükapját, hiába tiltakozik ellene – majd természetesen kölcsön is adja neki a szerkezetet.
Géza úszósapkával takarja el a fejére csatolt készüléket, hogy az ne legyen feltűnő, a zsebében rejtve el annak vezérlőjét. Először Máris szomszédhoz megy át, hogy rajta próbálja ki. A szomszéd szokás szerint elutasítóan fogadja Gézát, aki erre megnyomja a zsebében az akerkiter gombját, Máris pedig rögtön szívélyessé válik, sőt behívja őt egy kis vendégeskedésre. Végül Máris két üveg drága italt is ad neki, barátsága jeléül. Géza ezek után hazatér, hogy családtagjait fegyelmezze meg a szerkentyű segítségével: a siker teljes, mindenki engedelmeskedik neki – még Paula is, aki először azzal gyanúsítja férjét, hogy be van rúgva.
Géza egyre merészebb célokra használja az akerkitert. A headsetet a kalapja alá rejtve beront a munkahelyi főnökéhez, hogy béremelést és magasabb beosztást eszközöljön ki magának, majd elkéri igazgatójától a focimeccsre szóló jegyét, sőt a vállalati kocsit is megkapja, sofőrrel együtt. Kimegy az TCF–Húsos (Fradi-Vasas) mérkőzésre, ahol az akerkiter segítségével eléri, hogy az esélytelen csapat több váratlan góllal győzzön, éktelen haragra gerjesztve ezzel az esélyes klubnak drukkoló szurkolótábort, amelynek kemény magja hazaárulónak bélyegzi és majdnem agyonüti, miután Géza végig hangzatosan az ellenfélnek drukkolt, sőt fogadást is kötött rájuk.
A stadionból Géza az Operettszínházba viteti magát, ahol beront a színidirektori irodába, és eléri, hogy a Csárdáskirálynő egyik főszerepét – melynek színésze megbetegedett – ő kapja meg, noha nevetséges megjelenése, „turistaszalámi lábai”, „lakodalmi cipó méretű potroha” és felkészületlensége miatt a színpadi fellépésre teljesen alkalmatlan. A direktor és munkatársai nehezen adják be a derekukat, de az akerkiter hatására végül lelkesen éljenzik az előadást megmentő beugrást. Paula és a gyerekek is meghívást kapnak, kocsi megy értük, helyük a díszpáholyban (Aladár Blökit is magával hozza, a kabátja alá rejtve). Felcsendül a nyitány, ám a Bóni grófot alakító Géza fejéről már az elején leesik a headset a kalappal együtt, amit aztán egy táncosnő odébb rúg, és ezzel véget ér a varázslat. Az előadás botrányba fullad, az átvert közönség felocsúdva őrjöng: tojással dobálják, majd üldözőbe veszik Gézát, a pocakos ripacsot, akit a csalódott nézők dühös tömege elől Paulának kell kimenekítenie.

## Alkotók
- Rendezte: Nepp József
- Írta: Nepp József, Romhányi József
- Zenéjét szerezte: Deák Tamás
- Operatőr: Bacsó Zoltán
- Hangmérnök: Horváth Domonkos
- Vágó: Czipauer János
- Tervezte: Jankovics Marcell
- Háttér: Szoboszlay Péter
- Rajzolták: Kálmán Katalin, Révés Gabriella
- Animációs munkatárs: Gémes József
- Munkatársak: Ács Karola, Csonkaréti Károly, Hódy Béláné, Kiss Lajos, Kökény Anikó, Lőrincz Árpád, Paál Klára, Stadler János, Szabó Judit, Szántai Lajosné, Tormási Gizella, Zoltán Annamária
- Színes technika: Boros Magda, Dobrányi Géza, Fülöp Géza, Kun Irén
- Tanácsadók: Gáll István, Székely Sándorné
- Gyártásvezető: Kunz Román

Készítette a Magyar Televízió megbízásából a Pannónia Filmstúdió

## Szereplők
- Mézga Géza: Harkányi Endre
- Mézgáné Rezovits Paula: Győri Ilona
- Mézga Kriszta: Földessy Margit
- Mézga Aladár: Némethy Attila
- Dr. Máris Ottokár: Tomanek Nándor
- MZ/X: Somogyvári Rudolf
- Géza fönöke: Horváth Pál
- Géza munkatársai: ?
- Színház igazgató: Alfonzó

## Címek más nyelven
| Nyelv | cím olyan nyelven          | Bemutatási év     |
| ----- | -------------------------- | ----------------- |
| cseh  | Transmisní indikátor vůle  | 1976. február 21. |
| német | Der Willenskraftverstärker | ?                 |
| olasz | Il mio volere è legge      | 1980. június 23.  |

## Érdekességek
A német szinkronban Mézga Géza a "Jaj, cica" dalt (Csárdáskirálynő operettből) tovább tudta énekelni, míg az eredeti változatban csak addig, hogy: "Jaj, cica, eszem a csöpp kis szád"

## Utalások
A TCF, illetve Húsos a FTC és Vasas labdarúgó csapatok paródiája.